# Бюжа
Бюжа́ (фр. Bugeat, окс. Bujac) — коммуна во Франции, находится в регионе Лимузен. Департамент — Коррез. Административный центр кантона Бюжа. Округ коммуны — Юссель.
Код INSEE коммуны — 19033.
Коммуна расположена приблизительно в 370 км к югу от Парижа, в 60 км юго-восточнее Лиможа, в 39 км к северу от Тюля.

## Население
Население коммуны на 2008 год составляло 907 человек.
| 1962 | 1968 | 1975 | 1982 | 1990 | 1999 | 2008 |
| ---- | ---- | ---- | ---- | ---- | ---- | ---- |
| 931  | 1100 | 1108 | 1055 | 1063 | 996  | 907  |

## Экономика

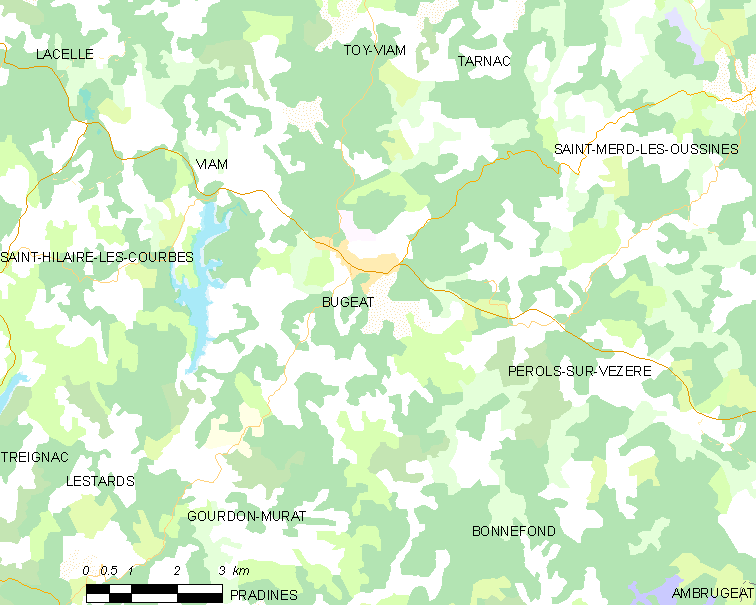
Карта коммуны

В 2007 году среди 463 человек в трудоспособном возрасте (15-64 лет) 333 были экономически активными, 130 — неактивными (показатель активности — 71,9 %, в 1999 году было 67,5 %). Из 333 активных работали 308 человек (163 мужчины и 145 женщин), безработных было 25 (14 мужчин и 11 женщин). Среди 130 неактивных 21 человек были учениками или студентами, 70 — пенсионерами, 39 были неактивными по другим причинам.

## Достопримечательности
- Церковь Сен-Парду[фр.] (XV век). Памятник истории с 1917 года[3]